# Rudolf Kárpáti
Rudolf Kárpáti, född 17 juli 1920 i Budapest, död 1 februari 1999 i Budapest, var en ungersk fäktare.
Kárpáti blev olympisk guldmedaljör i sabel vid sommarspelen 1948 i London.